# Mausolée Sidi Ali Azouz

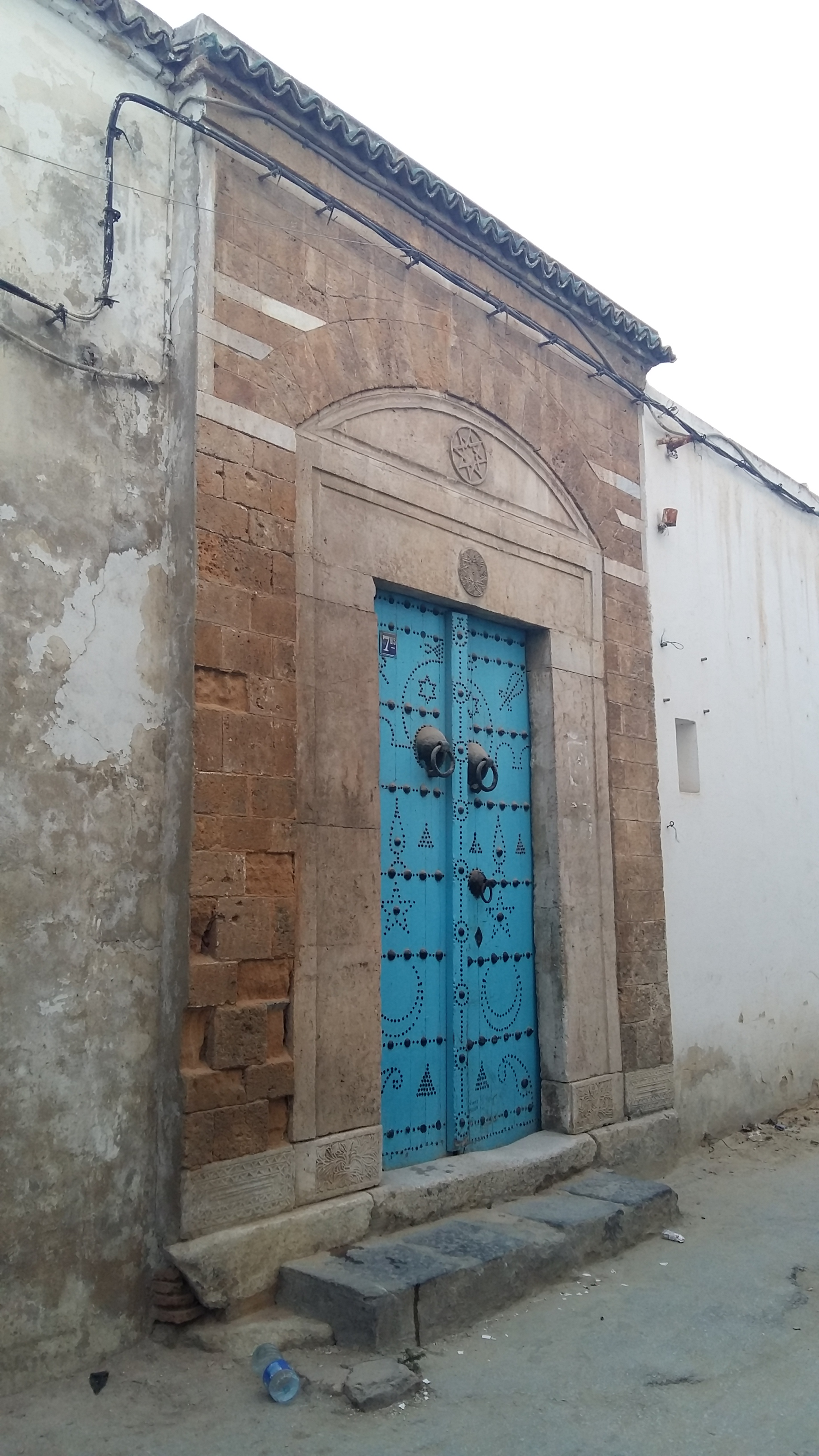
Porte du mausolée

Le mausolée Sidi Ali Azouz est une zaouïa tunisienne située sur la rue Sidi Ali Azouz dans la médina de Tunis.

## Histoire
Le bâtiment est construit au cours du XIXe siècle pour les besoins de la confrérie Azouzia, fondée par le saint et érudit Sidi Ali Azouz.
Il devient un monument classé le 25 janvier 1922.